# Svetlana Baitova
Svetlana Nikolaïevna Baitova, née le 3 septembre 1972 à Moguilev (RSS de Biélorussie), est une gymnaste artistique soviétique.

## Palmarès

### Jeux olympiques
- Séoul 1988
  -  médaille d'or au concours par équipes

### Championnats du monde
- Rotterdam 1987
  -  médaille d'argent au concours par équipes

- Stuttgart 1989
  -  médaille d'or au concours par équipes

### Autres
- American Cup 1988 :
  -  2e au concours général